# Wital Woranau
Wital Woranau (biał. Віталь Воранаў, ur. 18 marca 1983 w Mińsku) – białoruski pisarz, wydawca, tłumacz i wykładowca akademicki.

## Życiorys
Absolwent UAM w Poznaniu i Uniwersytetu im. Masaryka w Brnie. Współzałożyciel i przewodniczący Białoruskiego Kulturalno-Naukowego Centrum w Poznaniu i wydawnictwa Bieły Krumkacz. Współpracuje z polskimi Zeszytami Poetyckimi, dla których przygotowywał antologię współczesnej poezji białoruskiej Pocztówki z Atlantydy.
Uzyskał doktorat na Uniwersytecie Masaryka w Czechach. Obecnie wykłada literaturę irlandzką oraz historię Białorusi w Southwestern College w Stanach Zjednoczonych.
Przetłumaczył na białoruski Czekając na Godota Samuela Becketta i Kubusia Puchatka Alana Milne’a.
W 2013 r. nakładem „Zeszytów Poetyckich” ukazał się zbiór utworów prozatorskich Wielkie Księstwo Białoruś w przekładzie Moniki Uranek, redakcja Dawid Jung, grafiki Włodzimierz Bludnik.
W 2014 r. ukazała się książka Szeptem zawierająca 18 opowiadań dla których inspiracją były pogańskie tradycje, medycyna ludowa i szeptuństwo białoruskiego Polesia i Podlasia. W 2015 r. na scenie Teatru Wierszalin w Supraślu wystawiono dramat Piotra Tomaszuka Wziołowstąpienie, który zawiera pewne podobieństwo do dwóch historii zawartych w książce.